# Elezioni comunali nelle Marche del 2022
Le elezioni comunali nelle Marche del 2022 si sono tenute il 12 giugno (con ballottaggio il 26 giugno).

## Riepilogo dei risultati

### Voti alle coalizioni
La tabella riepilogativa riassume il voto per i candidati sindaco delle coalizioni che hanno concorso per il primo turno nei 7 comuni con più di 15.000 abitanti.
| Liste/Coalizioni | Liste/Coalizioni   | Voti   | %      |
| ---------------- | ------------------ | ------ | ------ |
|                  | Centro-sinistra    | 29 761 | 37,22% |
|                  | Centro-destra      | 29 698 | 37,14% |
|                  | Centro             | 12 182 | 15,23% |
|                  | Movimento 5 Stelle | 2 913  | 3,64%  |
|                  | Altri              | 5 411  | 6,77%  |
| Totale           | Totale             | 79 965 | 100    |

La tabella riepilogativa riassume il voto per i candidati sindaco delle coalizioni che hanno concorso per il primo turno nei 5 comuni con più di 15.000 abitanti.
| Liste/Coalizioni | Liste/Coalizioni | Voti   | %      |
| ---------------- | ---------------- | ------ | ------ |
|                  | Centro-destra    | 17 101 | 35,23% |
|                  | Centro-sinistra  | 16 394 | 33,78% |
|                  | Centro           | 15 034 | 30,97% |
| Totale           | Totale           | 48 529 | 100    |

### Riepilogo sindaci uscenti e sindaci eletti
Di seguito, il riepilogo delle amministrazioni uscente e quelle elette negli undici comuni con più di 15.000 abitanti coinvolti nella tornata elettorale con risultati:
- Legenda:

     Coalizione di centro-destra
     Coalizione di centro-sinistra
     Coalizione di centro
     Coalizione civica di centro-destra
     Movimento 5 Stelle
| Provincia | Comune              | Popolazione legale (censimento 2022) | Sindaco uscente | Sindaco uscente           | Sindaco eletto | Sindaco eletto            | Primo turno | Primo turno | Secondo turno | Secondo turno | Seggi   |
| Provincia | Comune              | Popolazione legale (censimento 2022) | Sindaco uscente | Sindaco uscente           | Sindaco eletto | Sindaco eletto            | Voti        | %           | Voti          | %             | Seggi   |
| --------- | ------------------- | ------------------------------------ | --------------- | ------------------------- | -------------- | ------------------------- | ----------- | ----------- | ------------- | ------------- | ------- |
| Ancona    | Fabriano            | 29 070                               |                 | Gabriele Santarelli (M5S) |                | Daniela Ghergo (Ind.)     | 6 754       | 50,51       | —             | —             | 15 / 24 |
| Ancona    | Jesi                | 39 217                               |                 | Massimo Bacci (Ind.)      |                | Lorenzo Fiordelmondo (PD) | 7 603       | 45,60       | 7 663         | 54,12         | 15 / 24 |
| Fermo     | Porto San Giorgio   | 15 699                               |                 | Nicola Loira (PD)         |                | Valerio Vesprini (Ind.)   | 5 197       | 66,11       | —             | —             | 11 / 16 |
| Fermo     | Sant'Elpidio a Mare | 16 543                               |                 | Alessio Terrenzi (Ind.)   |                | Alessio Pignotti (Ind.)   | 2 933       | 38,94       | 3 337         | 53,07         | 10 / 16 |
| Macerata  | Civitanova Marche   | 41 768                               |                 | Fabrizio Ciarapica (Ind.) |                | Fabrizio Ciarapica (Ind.) | 8 401       | 46,59       | 7 360         | 53,99         | 15 / 24 |
| Macerata  | Corridonia          | 14 821                               |                 | Paolo Cartechini (Ind.)   |                | Giuliana Giampaoli (Ind.) | 3 355       | 48,94       | 3 079         | 55,60         | 10 / 16 |
| Macerata  | Tolentino           | 18 142                               |                 | Giuseppe Pezzanesi (FI)   |                | Mauro Sclavi (Ind.)       | 3 176       | 32,95       | 5 201         | 58,36         | 10 / 16 |

### Voti alle liste
La tabella riepilogativa riassume i voti alle principali liste nazionali in 6 dei 7 comuni marchigiani con più di 15.000 abitanti.
| Liste/Coalizioni | Liste/Coalizioni    | Voti   | %      |
| ---------------- | ------------------- | ------ | ------ |
|                  | Partito Democratico | 11 021 | 16,47% |
|                  | Fratelli d'Italia   | 5 950  | 8,89%  |
|                  | Lega                | 5 263  | 7,86%  |
|                  | Forza Italia        | 3 784  | 5,65%  |
|                  | Movimento 5 Stelle  | 1 861  | 2,78%  |
| Totale           | Totale              | 66 934 | —      |

| Provincia | Comune              | Liste  | Liste | Liste  | Liste  | Liste  |
| Provincia | Comune              | PD     | M5S   | FI     | Lega   | FdI    |
| --------- | ------------------- | ------ | ----- | ------ | ------ | ------ |
| Provincia | Comune              |        |       |        |        |        |
| Ancona    | Fabriano            | 18,51% | 3,10% | 7,58%  | 6,16%  | 7,85%  |
| Ancona    | Jesi                | 22,51% | 5,11% | N.D.   | N.D.   | 11,18% |
| Fermo     | Porto San Giorgio   | 18,20% | N.D.  | 7,80%  | 25,58% | N.D.   |
| Fermo     | Sant'Elpidio a Mare | 17,15% | N.D.  | 10,98% | 4,76%  | 13,97% |
| Macerata  | Civitanova Marche   | 11,83% | 2,57% | 7,62%  | 5,87%  | 12,57% |
| Macerata  | Tolentino           | 9,83%  | 3,34% | 2,73%  | 3,99%  | 12,69% |

## Ancona

### Fabriano
|                                 | Daniela Ghergo ✔️ Sindaca | 6 754                | 50,51 | Partito Democratico   | 2 294  | 18,51 | 6  |  |  |
| Progetto Fabriano               | Daniela Ghergo ✔️ Sindaca | 6 754                | 50,51 | 1 752                 | 14,14  | 4     |    |  |  |
| Fabriano Civica                 | Daniela Ghergo ✔️ Sindaca | 6 754                | 50,51 | 1 258                 | 10,15  | 3     |    |  |  |
| Rinasci Fabriano                | Daniela Ghergo ✔️ Sindaca | 6 754                | 50,51 | 1 006                 | 8,12   | 2     |    |  |  |
| Totale liste                    | Daniela Ghergo ✔️ Sindaca | 6 754                | 50,51 | 6 310                 | 50,93  | 15    |    |  |  |
|                                 | Roberto Sorci             | 4 434                | 33,16 | Fabriano c'è          | 1 529  | 12,34 | 3  |  |  |
| Amiamo Fabriano                 | Roberto Sorci             | 4 434                | 33,16 | 972                   | 7,85   | 1     |    |  |  |
| Civica 30.001 con Sorci Sindaco | Roberto Sorci             | 4 434                | 33,16 | 939                   | 7,58   | 1     |    |  |  |
| Missione Rinascita              | Roberto Sorci             | 4 434                | 33,16 | 763                   | 6,16   | 1     |    |  |  |
| Seggio di coalizione            | Seggio di coalizione      | Seggio di coalizione | 33,16 | 1                     |        |       |    |  |  |
| Totale liste                    | Roberto Sorci             | 4 434                | 33,16 | 4 203                 | 33,92  | 6     |    |  |  |
|                                 | Vinicio Arteconi          | 1 773                | 13,26 | Fabriano Progressista | 1 003  | 8,10  | 1  |  |  |
| Nessuno Escluso                 | Vinicio Arteconi          | 1 773                | 13,26 | 490                   | 3,95   | –     |    |  |  |
| Seggio di coalizione            | Seggio di coalizione      | Seggio di coalizione | 13,26 | 1                     |        |       |    |  |  |
| Totale liste                    | Vinicio Arteconi          | 1 773                | 13,26 | 1 493                 | 12,05  | –     |    |  |  |
|                                 | Ioselito Arcioni          | 410                  | 3,07  | Movimento 5 Stelle    | 384    | 3,10  | –  |  |  |
| Totale                          | Totale                    | 13 371               | 100   |                       | 12 390 | 100   | 24 |  |  |
|                                 |                           |                      |       |                       |        |       |    |  |  |
| Schede bianche                  | Schede bianche            | 167                  | 1,19  |                       |        |       |    |  |  |
| Schede nulle                    | Schede nulle              | 473                  | 3,38  |                       |        |       |    |  |  |
| Votanti                         | Votanti                   | 14 011               | 56,11 |                       |        |       |    |  |  |
| Elettori                        | Elettori                  | 24 972               |       |                       |        |       |    |  |  |
|                                 |                           |                      |       |                       |        |       |    |  |  |
| Fonte: Ministero dell'interno   |                           |                      |       |                       |        |       |    |  |  |

1. ↑  Include Forza Italia, Unione di Centro e Azione.
2. ↑  Appoggiato dal Partito della Rifondazione Comunista.[3]

### Jesi
| Candidati                      | Candidati                       | II turno             | II turno          | I turno | I turno | Liste               | Voti   | %     | Seggi |
| Candidati                      | Candidati                       | Voti                 | %                 | Voti    | %       | Liste               | Voti   | %     | Seggi |
| ------------------------------ | ------------------------------- | -------------------- | ----------------- | ------- | ------- | ------------------- | ------ | ----- | ----- |
|                                | Lorenzo Fiordelmondo ✔️ Sindaco | 7 663                | 54,12             | 7 603   | 45,60   | Partito Democratico | 3 368  | 22,51 | 8     |
| Jesi in Comune                 | Lorenzo Fiordelmondo ✔️ Sindaco | 7 663                | 54,12             | 7 603   | 45,60   | 1 752               | 11,71  | 4     |       |
| Jesi Respira (M5S - EV)        | Lorenzo Fiordelmondo ✔️ Sindaco | 7 663                | 54,12             | 7 603   | 45,60   | 764                 | 5,11   | 1     |       |
| Movimento Repubblicani Europei | Lorenzo Fiordelmondo ✔️ Sindaco | 7 663                | 54,12             | 7 603   | 45,60   | 522                 | 3,49   | 1     |       |
| Con Senso Civico               | Lorenzo Fiordelmondo ✔️ Sindaco | 7 663                | 54,12             | 7 603   | 45,60   | 488                 | 3,26   | 1     |       |
| Totale liste                   | Lorenzo Fiordelmondo ✔️ Sindaco | 7 663                | 54,12             | 7 603   | 45,60   | 6 894               | 46,09  | 15    |       |
|                                | Matteo Marasca                  | 6 496                | 45,88             | 6 073   | 36,42   | JesiAmo             | 2 516  | 16,82 | 3     |
| Patto per Jesi                 | Matteo Marasca                  | 6 496                | 45,88             | 6 073   | 36,42   | 1 017               | 6,80   | 1     |       |
| Orizzonte Jesi                 | Matteo Marasca                  | 6 496                | 45,88             | 6 073   | 36,42   | 1 007               | 6,73   | 1     |       |
| Riformisti                     | Matteo Marasca                  | 6 496                | 45,88             | 6 073   | 36,42   | 891                 | 5,96   | 1     |       |
| Seggio di coalizione           | Seggio di coalizione            | Seggio di coalizione | 45,88             | 6 073   | 36,42   | 1                   |        |       |       |
| Totale liste                   | Matteo Marasca                  | 6 496                | 45,88             | 6 073   | 36,42   | 5 431               | 36,31  | 6     |       |
|                                | Antonio Grassetti               | Antonio Grassetti    | Antonio Grassetti | 1 927   | 11,56   | Fratelli d'Italia   | 1 673  | 11,18 | 1     |
| Seggio di coalizione           | Seggio di coalizione            | Seggio di coalizione | Antonio Grassetti | 1 927   | 11,56   | 1                   |        |       |       |
|                                | Marco Cercaci                   | Marco Cercaci        | Marco Cercaci     | 700     | 4,20    | Italexit            | 513    | 3,43  | –     |
| Popolo della Famiglia          | Marco Cercaci                   | Marco Cercaci        | Marco Cercaci     | 700     | 4,20    | 361                 | 2,41   | –     |       |
| Totale liste                   | Marco Cercaci                   | Marco Cercaci        | Marco Cercaci     | 700     | 4,20    | 629                 | 4,20   | –     |       |
|                                | Paola Cocola                    | Paola Cocola         | Paola Cocola      | 370     | 2,22    | Lavoro e Libertà    | 332    | 2,22  | –     |
| Totale                         | Totale                          | 14 159               | 100               | 16 673  | 100     |                     | 14 959 | 100   | 24    |
|                                |                                 |                      |                   |         |         |                     |        |       |       |
| Schede bianche                 | Schede bianche                  | 74                   | 0,51              | 220     | 1,28    |                     |        |       |       |
| Schede nulle                   | Schede nulle                    | 196                  | 1,36              | 343     | 1,99    |                     |        |       |       |
| Votanti                        | Votanti                         | 14 429               | 44,33             | 17 236  | 52,95   |                     |        |       |       |
| Elettori                       | Elettori                        | 32 550               |                   | 32 550  |         |                     |        |       |       |
|                                |                                 |                      |                   |         |         |                     |        |       |       |
| Fonte: Ministero dell'interno  |                                 |                      |                   |         |         |                     |        |       |       |

1. ↑  Include Italia Viva, Azione, +Europa, Partito Socialista Italiano, Partito Repubblicano Italiano.

## Fermo

### Porto San Giorgio
|                               | Valerio Vesprini ✔️ Sindaco | 5 197                | 66,11 | Insieme             | 1 911 | 25,58 | 5  |  |  |
| A Porto San Giorgio si può    | Valerio Vesprini ✔️ Sindaco | 5 197                | 66,11 | 1 185               | 15,86 | 3     |    |  |  |
| Onda Sangiorgese              | Valerio Vesprini ✔️ Sindaco | 5 197                | 66,11 | 726                 | 9,72  | 1     |    |  |  |
| Per Porto San Giorgio         | Valerio Vesprini ✔️ Sindaco | 5 197                | 66,11 | 583                 | 7,80  | 1     |    |  |  |
| Porto San Giorgio si Muove    | Valerio Vesprini ✔️ Sindaco | 5 197                | 66,11 | 376                 | 5,03  | 1     |    |  |  |
| Azione Civici                 | Valerio Vesprini ✔️ Sindaco | 5 197                | 66,11 | 214                 | 2,86  | –     |    |  |  |
| Totale liste                  | Valerio Vesprini ✔️ Sindaco | 5 197                | 66,11 | 4 995               | 66,86 | 11    |    |  |  |
|                               | Francesco Gramegna-Tota     | 2 664                | 33,89 | Partito Democratico | 1 360 | 18,20 | 3  |  |  |
| #Noi PSG                      | Francesco Gramegna-Tota     | 2 664                | 33,89 | 509                 | 6,81  | 1     |    |  |  |
| La Sinistra con Gramegna      | Francesco Gramegna-Tota     | 2 664                | 33,89 | 385                 | 5,15  | –     |    |  |  |
| San Giorgio Viva              | Francesco Gramegna-Tota     | 2 664                | 33,89 | 222                 | 2,97  | –     |    |  |  |
| Seggio di coalizione          | Seggio di coalizione        | Seggio di coalizione | 33,89 | 1                   |       |       |    |  |  |
| Totale liste                  | Francesco Gramegna-Tota     | 2 664                | 33,89 | 2 476               | 33,14 | 4     |    |  |  |
| Totale                        | Totale                      | 7 861                | 100   |                     | 7 471 | 100   | 16 |  |  |
|                               |                             |                      |       |                     |       |       |    |  |  |
| Schede bianche                | Schede bianche              | 116                  | 1,42  |                     |       |       |    |  |  |
| Schede nulle                  | Schede nulle                | 193                  | 2,36  |                     |       |       |    |  |  |
| Votanti                       | Votanti                     | 8 170                | 57,51 |                     |       |       |    |  |  |
| Elettori                      | Elettori                    | 14 205               |       |                     |       |       |    |  |  |
|                               |                             |                      |       |                     |       |       |    |  |  |
| Fonte: Ministero dell'interno |                             |                      |       |                     |       |       |    |  |  |

1. ↑  Include Articolo 1 e Sinistra Italiana.

### Sant'Elpidio a Mare
| Candidati                            | Candidati                   | II turno             | II turno             | I turno | I turno | Liste                      | Voti  | %     | Seggi |
| Candidati                            | Candidati                   | Voti                 | %                    | Voti    | %       | Liste                      | Voti  | %     | Seggi |
| ------------------------------------ | --------------------------- | -------------------- | -------------------- | ------- | ------- | -------------------------- | ----- | ----- | ----- |
|                                      | Alessio Pignotti ✔️ Sindaco | 3 337                | 53,22                | 2 933   | 38,94   | Essere Sant'Elpidio a Mare | 1 000 | 14,47 | 4     |
| Per Sant'Elpidio a Mare              | Alessio Pignotti ✔️ Sindaco | 3 337                | 53,22                | 2 933   | 38,94   | 759                        | 10,98 | 3     |       |
| La Scelta Giusta                     | Alessio Pignotti ✔️ Sindaco | 3 337                | 53,22                | 2 933   | 38,94   | 334                        | 4,83  | 1     |       |
| Con voi                              | Alessio Pignotti ✔️ Sindaco | 3 337                | 53,22                | 2 933   | 38,94   | 323                        | 4,67  | 1     |       |
| Siamo al Centro (IV - NdC)           | Alessio Pignotti ✔️ Sindaco | 3 337                | 53,22                | 2 933   | 38,94   | 248                        | 3,59  | 1     |       |
| Totale liste                         | Alessio Pignotti ✔️ Sindaco | 3 337                | 53,22                | 2 933   | 38,94   | 2 664                      | 38,55 | 10    |       |
|                                      | Gionata Calcinari           | 2 951                | 47,07                | 2 300   | 30,54   | Fratelli d'Italia          | 965   | 13,97 | 2     |
| Il Centro-destra per SEM (UdC - NcI) | Gionata Calcinari           | 2 951                | 47,07                | 2 300   | 30,54   | 451                        | 6,53  | –     |       |
| Lega                                 | Gionata Calcinari           | 2 951                | 47,07                | 2 300   | 30,54   | 329                        | 4,76  | –     |       |
| Unione Civica                        | Gionata Calcinari           | 2 951                | 47,07                | 2 300   | 30,54   | 215                        | 3,11  | –     |       |
| Seggio di coalizione                 | Seggio di coalizione        | Seggio di coalizione | 47,07                | 2 300   | 30,54   | 1                          |       |       |       |
| Totale liste                         | Gionata Calcinari           | 2 951                | 47,07                | 2 300   | 30,54   | 1 960                      | 28,36 | 2     |       |
|                                      | Fabiano Alessandrini        | Fabiano Alessandrini | Fabiano Alessandrini | 2 299   | 30,52   | Partito Democratico        | 1 185 | 17,15 | 2     |
| Sant'Elpidio a Mare al Centro        | Fabiano Alessandrini        | Fabiano Alessandrini | Fabiano Alessandrini | 2 299   | 30,52   | 302                        | 4,37  | –     |       |
| La Rinascita                         | Fabiano Alessandrini        | Fabiano Alessandrini | Fabiano Alessandrini | 2 299   | 30,52   | 286                        | 4,14  | –     |       |
| Sinistra per Sant'Elpidio a Mare     | Fabiano Alessandrini        | Fabiano Alessandrini | Fabiano Alessandrini | 2 299   | 30,52   | 226                        | 3,27  | –     |       |
| Continuità e Progresso               | Fabiano Alessandrini        | Fabiano Alessandrini | Fabiano Alessandrini | 2 299   | 30,52   | 191                        | 2,76  | –     |       |
| Azione                               | Fabiano Alessandrini        | Fabiano Alessandrini | Fabiano Alessandrini | 2 299   | 30,52   | 96                         | 1,39  | –     |       |
| Seggio di coalizione                 | Seggio di coalizione        | Seggio di coalizione | Fabiano Alessandrini | 2 299   | 30,52   | 1                          |       |       |       |
| Totale liste                         | Fabiano Alessandrini        | Fabiano Alessandrini | Fabiano Alessandrini | 2 299   | 30,52   | 2 286                      | 33,08 | 2     |       |
| Totale                               | Totale                      | 6 270                | 100                  | 7 532   | 100     |                            | 6 910 | 100   | 16    |
|                                      |                             |                      |                      |         |         |                            |       |       |       |
| Schede bianche                       | Schede bianche              | 72                   | 1,11                 | 165     | 2,09    |                            |       |       |       |
| Schede nulle                         | Schede nulle                | 112                  | 1,73                 | 205     | 2,59    |                            |       |       |       |
| Votanti                              | Votanti                     | 6 472                | 43,53                | 7 902   | 53,15   |                            |       |       |       |
| Elettori                             | Elettori                    | 14 867               |                      | 14 867  |         |                            |       |       |       |
|                                      |                             |                      |                      |         |         |                            |       |       |       |
| Fonte: Ministero dell'interno        |                             |                      |                      |         |         |                            |       |       |       |

## Macerata

### Civitanova Marche
| Candidati                     | Candidati                     | II turno              | II turno              | I turno | I turno | Liste               | Voti   | %     | Seggi |
| Candidati                     | Candidati                     | Voti                  | %                     | Voti    | %       | Liste               | Voti   | %     | Seggi |
| ----------------------------- | ----------------------------- | --------------------- | --------------------- | ------- | ------- | ------------------- | ------ | ----- | ----- |
|                               | Fabrizio Ciarapica ✔️ Sindaco | 7 360                 | 53,99                 | 8 401   | 46,59   | Fratelli d'Italia   | 2 215  | 13,16 | 4     |
| Rinascimento                  | Fabrizio Ciarapica ✔️ Sindaco | 7 360                 | 53,99                 | 8 401   | 46,59   | 1 945               | 11,56  | 4     |       |
| Vince Civitanova              | Fabrizio Ciarapica ✔️ Sindaco | 7 360                 | 53,99                 | 8 401   | 46,59   | 1 356               | 8,06   | 3     |       |
| Forza Italia                  | Fabrizio Ciarapica ✔️ Sindaco | 7 360                 | 53,99                 | 8 401   | 46,59   | 1 283               | 7,62   | 2     |       |
| Lega                          | Fabrizio Ciarapica ✔️ Sindaco | 7 360                 | 53,99                 | 8 401   | 46,59   | 988                 | 5,87   | 2     |       |
| Insieme per Civitanova        | Fabrizio Ciarapica ✔️ Sindaco | 7 360                 | 53,99                 | 8 401   | 46,59   | 357                 | 2,12   | –     |       |
| Unione di Centro              | Fabrizio Ciarapica ✔️ Sindaco | 7 360                 | 53,99                 | 8 401   | 46,59   | 180                 | 1,07   | –     |       |
| Totale liste                  | Fabrizio Ciarapica ✔️ Sindaco | 7 360                 | 53,99                 | 8 401   | 46,59   | 8 224               | 48,87  | 15    |       |
|                               | Mirella Paglialunga           | 6 272                 | 46,01                 | 5 622   | 31,18   | Partito Democratico | 1 991  | 11,83 | 3     |
| Dipende da Noi                | Mirella Paglialunga           | 6 272                 | 46,01                 | 5 622   | 31,18   | 815                 | 4,84   | 1     |       |
| Ascoltiamo la Città           | Mirella Paglialunga           | 6 272                 | 46,01                 | 5 622   | 31,18   | 650                 | 3,86   | 1     |       |
| La Nuova Città                | Mirella Paglialunga           | 6 272                 | 46,01                 | 5 622   | 31,18   | 643                 | 3,82   | 1     |       |
| Futuro in Comune              | Mirella Paglialunga           | 6 272                 | 46,01                 | 5 622   | 31,18   | 593                 | 3,52   | –     |       |
| Civitanova Cambia             | Mirella Paglialunga           | 6 272                 | 46,01                 | 5 622   | 31,18   | 530                 | 3,15   | –     |       |
| Seggio di coalizione          | Seggio di coalizione          | Seggio di coalizione  | 46,01                 | 5 622   | 31,18   | 1                   |        |       |       |
| Totale liste                  | Mirella Paglialunga           | 6 272                 | 46,01                 | 5 622   | 31,18   | 5 222               | 31,03  | 6     |       |
|                               | Silvia Squadroni              | Silvia Squadroni      | Silvia Squadroni      | 2 503   | 13,88   | SiAmo Civitanova    | 1 112  | 6,61  | 1     |
| Riformiamo Civitanova         | Silvia Squadroni              | Silvia Squadroni      | Silvia Squadroni      | 2 503   | 13,88   | 447                 | 2,66   | –     |       |
| Movimento 5 Stelle            | Silvia Squadroni              | Silvia Squadroni      | Silvia Squadroni      | 2 503   | 13,88   | 433                 | 2,57   | –     |       |
| Fare Civitanova               | Silvia Squadroni              | Silvia Squadroni      | Silvia Squadroni      | 2 503   | 13,88   | 121                 | 0,72   | –     |       |
| Seggio di coalizione          | Seggio di coalizione          | Seggio di coalizione  | Silvia Squadroni      | 2 503   | 13,88   | 1                   |        |       |       |
| Totale liste                  | Silvia Squadroni              | Silvia Squadroni      | Silvia Squadroni      | 2 503   | 13,88   | 2 113               | 12,56  | 1     |       |
|                               | Paolo Maria Squadroni         | Paolo Maria Squadroni | Paolo Maria Squadroni | 709     | 3,93    | Nova Urbs           | 266    | 1,58  | –     |
| Lavoro e Libertà              | Paolo Maria Squadroni         | Paolo Maria Squadroni | Paolo Maria Squadroni | 709     | 3,93    | 163                 | 0,97   | –     |       |
| Civiltà Nuova                 | Paolo Maria Squadroni         | Paolo Maria Squadroni | Paolo Maria Squadroni | 709     | 3,93    | 151                 | 0,90   | –     |       |
| Totale liste                  | Paolo Maria Squadroni         | Paolo Maria Squadroni | Paolo Maria Squadroni | 709     | 3,93    | 580                 | 3,45   | –     |       |
|                               | Vinicio Morgoni               | Vinicio Morgoni       | Vinicio Morgoni       | 514     | 2,85    | La Nostra Città     | 265    | 1,57  | –     |
| Incroci Futuro Giovani        | Vinicio Morgoni               | Vinicio Morgoni       | Vinicio Morgoni       | 514     | 2,85    | 96                  | 0,57   | –     |       |
| Più Eco-Partito Valore Umano  | Vinicio Morgoni               | Vinicio Morgoni       | Vinicio Morgoni       | 514     | 2,85    | 74                  | 0,44   | –     |       |
| Totale liste                  | Vinicio Morgoni               | Vinicio Morgoni       | Vinicio Morgoni       | 514     | 2,85    | 435                 | 2,58   | –     |       |
|                               | Alessandra Contigiani         | Alessandra Contigiani | Alessandra Contigiani | 284     | 1,57    | Movimento 3V        | 254    | 1,51  | –     |
| Totale                        | Totale                        | 13 632                | 100                   | 18 033  | 100     |                     | 16 828 | 100   | 24    |
|                               |                               |                       |                       |         |         |                     |        |       |       |
| Schede bianche                | Schede bianche                | 94                    | 0,68                  | 256     | 1,37    |                     |        |       |       |
| Schede nulle                  | Schede nulle                  | 192                   | 1,38                  | 391     | 2,09    |                     |        |       |       |
| Votanti                       | Votanti                       | 13 918                | 38,53                 | 18 680  | 51,71   |                     |        |       |       |
| Elettori                      | Elettori                      | 36 125                |                       | 36 125  |         |                     |        |       |       |
|                               |                               |                       |                       |         |         |                     |        |       |       |
| Fonte: Ministero dell'interno |                               |                       |                       |         |         |                     |        |       |       |

### Corridonia
| Candidati                     | Candidati                     | II turno             | II turno        | I turno | I turno | Liste                           | Voti  | %     | Seggi |
| Candidati                     | Candidati                     | Voti                 | %               | Voti    | %       | Liste                           | Voti  | %     | Seggi |
| ----------------------------- | ----------------------------- | -------------------- | --------------- | ------- | ------- | ------------------------------- | ----- | ----- | ----- |
|                               | Giuliana Giampaoli ✔️ Sindaca | 3 079                | 55,60           | 3 355   | 48,94   | Cambiamo Corridonia             | 1 865 | 30,46 | 6     |
| Centro-destra Corridonia      | Giuliana Giampaoli ✔️ Sindaca | 3 079                | 55,60           | 3 355   | 48,94   | 1 191                           | 19,45 | 4     |       |
| Totale liste                  | Giuliana Giampaoli ✔️ Sindaca | 3 079                | 55,60           | 3 355   | 48,94   | 3 056                           | 49,92 | 10    |       |
|                               | Manuele Pierantoni            | 2 459                | 44,40           | 2 440   | 35,59   | Corridonia Insieme              | 1 495 | 24,42 | 2     |
| Pensare Corridonia            | Manuele Pierantoni            | 2 459                | 44,40           | 2 440   | 35,59   | 616                             | 10,06 | 1     |       |
| Seggio di coalizione          | Seggio di coalizione          | Seggio di coalizione | 44,40           | 2 440   | 35,59   | 1                               |       |       |       |
| Totale liste                  | Manuele Pierantoni            | 2 459                | 44,40           | 2 440   | 35,59   | 2 111                           | 34,48 | 3     |       |
|                               | Sandro Scipioni               | Sandro Scipioni      | Sandro Scipioni | 1 061   | 15,48   | Corridonia Rinasce Sì! Possiamo | 515   | 8,41  | 1     |
| Noi Cittadini                 | Sandro Scipioni               | Sandro Scipioni      | Sandro Scipioni | 1 061   | 15,48   | 440                             | 7,19  | –     |       |
| Seggio di coalizione          | Seggio di coalizione          | Seggio di coalizione | Sandro Scipioni | 1 061   | 15,48   | 1                               |       |       |       |
| Totale liste                  | Sandro Scipioni               | Sandro Scipioni      | Sandro Scipioni | 1 061   | 15,48   | 955                             | 15,60 | 1     |       |
| Totale                        | Totale                        | 5 538                | 100             | 6 856   | 100     |                                 | 6 122 | 100   | 16    |
|                               |                               |                      |                 |         |         |                                 |       |       |       |
| Schede bianche                | Schede bianche                | 37                   | 0,65            | 92      | 1,29    |                                 |       |       |       |
| Schede nulle                  | Schede nulle                  | 160                  | 2,79            | 197     | 2,76    |                                 |       |       |       |
| Votanti                       | Votanti                       | 5 735                | 42,31           | 7 145   | 52,71   |                                 |       |       |       |
| Elettori                      | Elettori                      | 13 556               |                 | 13 556  |         |                                 |       |       |       |
|                               |                               |                      |                 |         |         |                                 |       |       |       |
| Fonte: Ministero dell'interno |                               |                      |                 |         |         |                                 |       |       |       |

### Tolentino
| Candidati                      | Candidati               | II turno             | II turno       | I turno | I turno | Liste               | Voti  | %     | Seggi |
| Candidati                      | Candidati               | Voti                 | %              | Voti    | %       | Liste               | Voti  | %     | Seggi |
| ------------------------------ | ----------------------- | -------------------- | -------------- | ------- | ------- | ------------------- | ----- | ----- | ----- |
|                                | Mauro Sclavi ✔️ Sindaco | 5 201                | 58,36          | 3 176   | 32,95   | Tolentino Popolare  | 1 475 | 17,61 | 7     |
| Tolentino Civica e Solidale    | Mauro Sclavi ✔️ Sindaco | 5 201                | 58,36          | 3 176   | 32,95   | 629                 | 7,51  | 2     |       |
| Riformisti Tolentino           | Mauro Sclavi ✔️ Sindaco | 5 201                | 58,36          | 3 176   | 32,95   | 416                 | 4,97  | 1     |       |
| Totale liste                   | Mauro Sclavi ✔️ Sindaco | 5 201                | 58,36          | 3 176   | 32,95   | 2 520               | 30,09 | 10    |       |
|                                | Silvia Luconi           | 3 711                | 41,64          | 4 084   | 42,37   | Tolentino nel Cuore | 1 320 | 15,76 | 2     |
| Fratelli d'Italia              | Silvia Luconi           | 3 711                | 41,64          | 4 084   | 42,37   | 1 063               | 12,69 | 1     |       |
| È Viva Tolentino               | Silvia Luconi           | 3 711                | 41,64          | 4 084   | 42,37   | 577                 | 6,89  | –     |       |
| Lega                           | Silvia Luconi           | 3 711                | 41,64          | 4 084   | 42,37   | 334                 | 3,99  | –     |       |
| Tolentino al Centro (FI - NcI) | Silvia Luconi           | 3 711                | 41,64          | 4 084   | 42,37   | 229                 | 2,73  | –     |       |
| Unione di Centro               | Silvia Luconi           | 3 711                | 41,64          | 4 084   | 42,37   | 179                 | 2,14  | –     |       |
| Seggio di coalizione           | Seggio di coalizione    | Seggio di coalizione | 41,64          | 4 084   | 42,37   | 1                   |       |       |       |
| Totale liste                   | Silvia Luconi           | 3 711                | 41,64          | 4 084   | 42,37   | 3 702               | 44,20 | 3     |       |
|                                | Massimo D'Este          | Massimo D'Este       | Massimo D'Este | 2 379   | 24,68   | Partito Democratico | 823   | 9,83  | 1     |
| Civico 22                      | Massimo D'Este          | Massimo D'Este       | Massimo D'Este | 2 379   | 24,68   | 723                 | 8,63  | –     |       |
| Dipende da Noi                 | Massimo D'Este          | Massimo D'Este       | Massimo D'Este | 2 379   | 24,68   | 328                 | 3,92  | –     |       |
| Tolentino Rinasce              | Massimo D'Este          | Massimo D'Este       | Massimo D'Este | 2 379   | 24,68   | 280                 | 3,34  | –     |       |
| Seggio di coalizione           | Seggio di coalizione    | Seggio di coalizione | Massimo D'Este | 2 379   | 24,68   | 1                   |       |       |       |
| Totale liste                   | Massimo D'Este          | Massimo D'Este       | Massimo D'Este | 2 379   | 24,68   | 2 154               | 25,72 | 1     |       |
| Totale                         | Totale                  | 8 912                | 100            | 9 639   | 100     |                     | 8 376 | 100   | 16    |
|                                |                         |                      |                |         |         |                     |       |       |       |
| Schede bianche                 | Schede bianche          | 44                   | 0,48           | 98      | 0,99    |                     |       |       |       |
| Schede nulle                   | Schede nulle            | 120                  | 1,32           | 163     | 1,65    |                     |       |       |       |
| Votanti                        | Votanti                 | 9 076                | 51,05          | 9 900   | 55,68   |                     |       |       |       |
| Elettori                       | Elettori                | 17 780               |                | 17 780  |         |                     |       |       |       |
|                                |                         |                      |                |         |         |                     |       |       |       |
| Fonte: Ministero dell'interno  |                         |                      |                |         |         |                     |       |       |       |

1. ↑  Include Azione.